# KN-22 열핵탄두

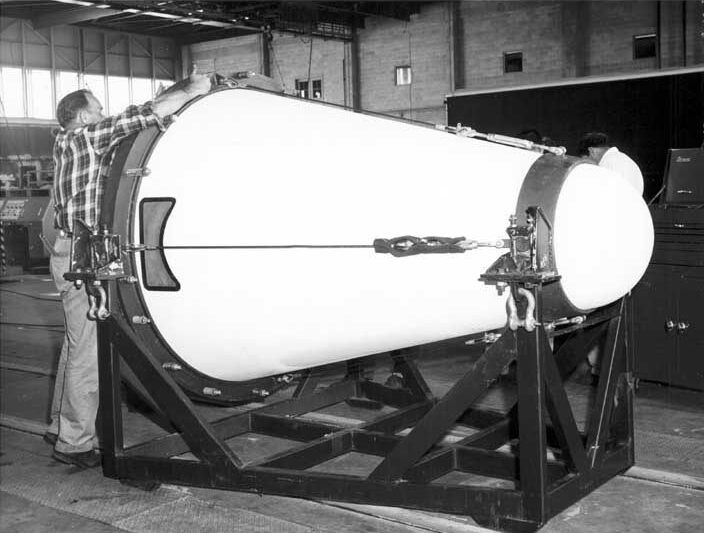
PGM-19 주피터 IRBM의 RV

KN-22 열핵탄두(KN-22 熱核彈頭)는 북한이 최초로 공개한 ICBM용 소형 수소폭탄이다. 수소폭탄 핵탄두를 열핵탄두라고 부르는데, 북한이 공개한 최초의 열핵탄두이다. 북한은 화성 14호(KN-20) 핵탄두라고 보도해서, KN-20 열핵탄두가 보다 정확하다. 화성 14호(KN-20), 화성 15호(KN-22)에 탑재된다.

## 역사
2017년 9월 3일, 김정은이 수소폭탄을 손으로 만지는 모습을 조선중앙TV가 보도하면서, 6차 핵실험을 단행했다.
보도에서는 '화성-14형' 핵탄두 수소탄이라고 쓰여진 핵탄두 개념도와 은색의 핵탄두 모형을 공개했다. 핵탄두는 핵분열탄, 증폭형 핵분열탄, 수소폭탄을 모두 말하기도 하지만, 보통 수소폭탄인 핵탄두는 열핵탄두라고 부른다.
북한은 2016년 3월 선전매체 메아리를 통해 "화성 14호(KN-20) 대륙간 탄도미사일에는 10Mt 핵탄두 6기를 탑재할 수 있어 그 어떤 미사일보다 강력하다"고 주장했다.

## 폭발력
북한이 핵탄두를 공개하면서, 6차 핵실험을 단행했는데, 러시아는 진도 6.4, 미국과 중국은 진도 6.3, 일본은 진도 6.1, 한국은 진도 5.7이라고 평가했다.
38노스는 당초 6차 핵실험 폭발력을 120 kt으로 보았는데, 포괄적핵실험금지기구가 인공 지진 규모를 5.8에서 6.1로 수정하면서, "대략 250kt"이라고 추정치를 변경했다. 한국은 50kt, 일본은 160kt로 추정한다.
신인균 자주국방네트워크 대표는 6차 핵실험이 진도 6.3이라면 1메가톤 폭발력이라고 말했다. 서울시청 상공에서 1메가톤 수소폭탄이 터지면 6개월 이내에 서울과 수도권 2200만명 중에서 1300만명이 사망할 것이라는 시뮬레이션이 보도되었다.
2018년 5월 10일 사이언스 지에 싱가포르 난양공대의 텅 왕(Teng Wang) 박사팀은 우주 위성으로 제6차 북한 핵실험에 따른 만답산의 움직임을 분석한 결과 핵실험의 폭발 위력이 120~304kt (TNT 폭약 환산 기준) 수준인 것으로 추정된다고 밝혔다. 기존에는 폭발력이 100kt 안팎인 것으로 알려져 있었으나, 실제는 더 컸을 것이라는 관측이다.
2013년 4월 18일, 아산정책연구원 박지영 박사의 보고서에서는 진도 6.0이면 1Mt 수소폭탄이라고 보았다.
북한이 6차 핵실험 했을 때, 국방부는 50킬로톤(1킬로톤은 TNT 1000톤 폭발력)이라고 발표했다. 일본은 150킬로톤, 미국은 1.5메가톤이라고 평가했다.
미국은 6차 핵실험을 1.5 메가톤으로 추정하는데, 이는 W49 핵탄두와 같다. 직경 51 cm, 길이 137-147 cm, 무게 744-762 kg, 폭발력 1.44 메가톤이다. 북한이 공개한 사진과 비교하면 직경과 길이 등이 비슷한지를 확인할 수 있을 것이다. 미국 공군 최초의 탄도 미사일 PGM-17 토르에는 W49 핵탄두 한발(750 kg)과 RV(250 kg)으로 구성된 1톤짜리 탄두가 장착되었다.
이러한 서방의 분석들을 종합해 보면, 메아리에서 10메가톤 6발이라고 한 것은, 과장선전의 일환으로 보인다. 러시아의 SS-18 ICBM이 20메가톤 핵탄두 한발을 장착했는데, RV를 포함해서 탄두중량이 8.8톤이다. 10메가톤 6발이면 60메가톤인데, 탄두중량이 너무 많이 나가서, 비상식적이다.

## 미사일
장영근 항공대 교수는 "현재로선 북한이 개발한 핵탄두는 550∼600kg(기폭장치, 배터리 등 포함) 규모로 추정된다”며 “김정은이 2017년 공개한 수소폭탄(의 탄두) 크기로 볼 때 화성―15형 ICBM에 탑재할 수 있을 걸로 보인다"고 말했다.
ICBM에는 600 kg 핵탄두에 별도로 RV라는 대기권 재진입체가 필요하다. 정확하게는 RV 내부에 핵탄두가 장착된다. 미국 공군 최초의 탄도 미사일 PGM-17 토르 IRBM에는 W49 핵탄두 한발(750 kg)과 RV(250 kg)으로 구성된 1톤짜리 탄두가 장착되었다. IRBM은 사거리 3000-5500 km, ICBM은 사거리 5500 km 이상이다.
반면에, 사거리 1000 km 이하의 SRBM인 스커드 미사일에는 600 kg 핵탄두만 넣고, RV는 넣지 않는다.

## 핵탄두 소형화
2017년 9월 4일, 송영무 국방부 장관은 국회 국방위 회의에서 “북한이 6차 핵실험을 통해 핵탄두를 500kg 밑으로 소형화‧경량화 하는 능력을 갖췄다고 봐도 되느냐”는 더불어민주당 김진표 의원 질의에 “저희는 그렇게 추정한다”고 답변했다.

## 같이 보기
- KN-08 핵탄두 - 북한이 공개한 증폭분열탄
- 화성 14호
- 화성 15호